# Усадьба Голицыных (Нижний Новгород)
Усадьба Голицыных — архитектурный ансамбль в историческом центре Нижнего Новгорода. Главный дом и флигель усадебного комплекса построены в 1837—1839 годах. Автор первоначального проекта — Доменико Жилярди, швейцарский архитектор, восстанавливавший Москву после пожара 1812 года.
Ансамбль состоит из трёх строений по адресу Рождественская улица, 47: главного дома, ограды и флигеля. Исторические здания сегодня — объекты культурного наследия Российской Федерации.

## История
С XVIII века у князей Голицыных во владении находились соляные амбары в конце Рождественской улицы. В связи с переводом Макарьевской ярмарки в Нижний Новгород и коренным переустройством города в начале XIX века, амбары предписывалось разобрать, а на их месте разрешалось возводить только каменные здания с величественными фасадами.
Проект нижегородской усадьбы князь Сергей Михайлович Голицын заказал работавшему в его подмосковном селе Кузьминки архитектору Д. Жилярди, однако проектирование затянулось, в связи с болезнью архитектора, а затем и его отъездом из России в 1832 году.
В марте 1837 года территория усадьбы была определена в границах, а нижегородскими архитекторами Г. И. Кизеветтером и А. Л. Леером на план нанесены спроектированные Жилярди строения. 1 апреля 1837 года в присутствии всех заинтересованных лиц об этом было заключено соглашение. 14 апреля 1837 года доработанный проект был высочайше одобрен и начались строительные работы. К 1839 году главный дом на сводчатых подвалах и два боковых флигеля были отделаны.
В сентябре 1839 года на стадии завершения работ под южным флигелем в нарушение проекта Жилярди был оборудован проезд в хозяйственный двор, где по проекту Г. И. Кизеветтера возвели двухэтажный Г-образный кирпичный складской корпус, а по центру двора разбили цветник.
По линии набережной в 1839 году была возведена высокая кирпичная ограда с двумя арочными, отделанными рустом въездами, с коваными воротами. Со стороны Рождественской улицы была возведена чугунная ограда.
К 1994 году сохранились практически все основные элементы убранства ансамбля, в том числе историческая графика.

## Архитектура
Усадьба Голицыных — редкий для Нижнего Новгорода образец стиля русский ампир. В оформлении прослеживалась свойственная ампиру аскетичность декоративного убранства: основная тема — гладкая стена, завершает дом небольшой тянутый аттик, первые этажи рустованы